# Newfoundland and Labrador Route 414
Newfoundland and Labrador Route 414, afgekort Route 414 of NL-414, is een 53 km lange provinciale weg van de Canadese provincie Newfoundland en Labrador. De weg bevindt zich op Baie Verte in het noorden van het eiland Newfoundland. 

## Traject
Route 414 begint als afsplitsing van provinciale route 410, een noord-zuidas die de enige toegangsweg van het grote schiereiland Baie Verte is. Nabij de zuidrand van de gemeente Baie Verte, in het noorden van het schiereiland, gaat Route 414 in oostelijke richting. De weg gaat helemaal tot in LaScie, een gemeente in de buurt van Cape St. John.
Route 414 is erg belangrijk voor de dorpen in het noordoosten van Baie Verte, aangezien deze allemaal bereikbaar zijn via doodlopende wegen die zich van die route afsplitsen. 
Het gaat, van west naar oost, over de weg naar Ming's Bight (route 418), de weg naar Woodstock en Pacquet (route 417), de weg naar Nipper's Harbour (route 415), de weg naar Snook's Arm en Round Harbour (route 416), de lokale weg naar Brent's Cove en Harbour Round, de lokale weg naar Tilt Cove en de lokale weg naar Shoe Cove. Al deze plaatsen (inclusief LaScie) hebben cumulatief 2.158 inwoners (2016).